# Route des vins (Québec)
 (juillet 2013).
Si vous disposez d'ouvrages ou d'articles de référence ou si vous connaissez des sites web de qualité traitant du thème abordé ici, merci de compléter l'article en donnant les références utiles à sa vérifiabilité et en les liant à la section « Notes et références ».
 (janvier 2020).
La Route des vins de Brome-Missisquoi est une route touristique de la 
région des Cantons de l'est au Québec située au sud de l'autoroute 10. Cette route, créée en 2003, rassemble vingt-cinq vignobles sur une distance de 160 kilomètres. La route est aussi parsemée de divers marchands locaux et restaurants ou bistros arborant la bannière "Amis de La Route des vins". En saison estivale, tous les vignobles peuvent être visités, quelques-uns des plus connus étant Vignoble de L'Orpailleur, le Domaine des Côtes d'Ardoise, le Domaine du Ridge et Léon Courville, vigneron. L'hiver, les installations agricoles sont fermées mais certains vignobles restent ouverts pour la vente.

## Les Cantons de l’est (géographie)
La région des Cantons de l’est est la région la plus au sud au Québec. Cela fait d’elle une région plus chaude que les autres et plus propice à la viticulture (culture du raisin pour en faire du vin). C’est particulièrement à cause du climat avantageux de Brome-Missisquoi que la viticulture est possible dans cette région. En effet, la température y est plus douce et plus propice qu’au nord à cette production.

## Histoire - Les premiers vignobles

### Le Domaine des cotes d’Ardoise
Ce vignoble, le Domaine des côtes d’Ardoise, est le premier à avoir vu le jour au Québec en 1981. C’est au printemps 1983, que les premières bouteilles de vins blanc et rouge sont mises en vente illégalement. Ce vignoble existe toujours aujourd’hui et cultive 25 000 plants et possède 7,5 hectares.

### Vignoble de l’Orpailleur[2]
Ce vignoble, le vignoble de l’Orpailleur, a vu le jour en 1982. Son nom Orpailleur signifie chercheur d’or et c’est Gilles Vigneault, qui l’a trouvé à cause des nombreuses rivières aurifères, où l’on pouvait trouver de l’or, des Cantons-de-l’est. De plus, ce vignoble s’inspirera des méthodes viticoles du Nord de l’Europe et de l’ancienne U.R.S.S. À l’automne 1985, leur première production s’élève à 15 000 bouteilles. Aujourd’hui, le vignoble possède 20 hectares et produit 175 000 bouteilles par année.

## L’histoire du vin au Québec
Bien que la viticulture ait été présente depuis la découverte du Québec par Jacques Cartier, elle a réellement connu un essor en 1980. Entre 1980 et 1996, 75 vignobles s’établissent au Québec. De plus, c’est en 1985 que les premiers cépages québécois deviennent commerciaux, mais les producteurs doivent encore convaincre la SAQ (Société des Alcools du Québec) de vendre les produits québécois. Ce n’est que dix ans plus tard, soit le 5 juillet 1996, que les restaurateurs peuvent s’approvisionner directement chez les vignerons. De plus, quelques cépages québécois commencent à être vendus à la SAQ et dans les marchés publics du Québec.

## Liste des vignobles

### Clos Saragnat (Frelighsburg)
Ce vignoble a vu le jour en 2003 sur les terres d’un vieux verger du Québec. Depuis, il produit un vin de paille ainsi que des cidres dont le cidre de glace "avalanche", qui sont tous certifiés biologiques. L’entreprise est certifiée « Québec Vrai » depuis 2010.

### Domaine des Côtes d’Ardoise (Dunham)
Étant le plus vieux vignoble au Québec, le Domaine des Côtes d’Ardoise offre un site plus champêtre à ses visiteurs ainsi qu’un sentier pédestre sur le vignoble et de nombreuses autres activités au cours de la saison. Leur production s’étend des vins rouge et blanc, jusqu’au rosé et au vendange tardive en passant même par les vins de messe. 

### Domaine du Ridge (Saint-Armand)
Ce vignoble a vu le jour en 1996 de la main de Denis Paradis, qui y a planté 2000 ceps blanc et année après année, plusieurs autres ceps ont été ajoutés de sorte qu'aujourd’hui 55 000  ceps ont fait de ce vignoble l’un des plus importants au Québec. De ce fait, ils produisent dans ce vignoble des vins blancs, rouges, rosés et même un vin de liqueur.

### Léon Courville, vigneron (Lac-Brome)
D'abord connu sous le nom de "Domaine Les Brome", ce domaine a changé de nom pour "Léon Courville, vigneron" à la fin 2014. Le vignoble abrite environ 80 000 plants de vignes et son chai est doté d’équipement très moderne pour la transformation du vin. Il accueille les gens depuis 2005 pour visiter et acheter des produits dans leurs installations. Le vignoble produit un large éventail de produits allant du vin rouge et blanc, en passant par les rosés, mousseux, vin de glace, sans oublier le vin des vendanges tardives. Le domaine ne se limite pas au vin et offre plusieurs produits de l’érable ainsi que de la viande bovine.

### Vignoble Bromont / Domaine Vitis (Brigham)
Ce vignoble de Brigham plantées en 2008 compte 10 000 vignes du cépage Frontenac noir. Il produit des vins rosés, rouges, blancs et vin de glace noir. Le Domaine Vitis a changé de nom pour le Vignoble Bromont en 2016.

### Le Château de carte, vignoble et cidre (Dunham)
Ce domaine de Dunham cultive les cépages Saint-Pépin et Acadie pour le blanc, Sainte-Croix pour le rosé, Marquette pour le rouge et Frontenac pour le vin de type porto. Il produit aussi des cidre avec de la pomme Golden Russet et de la Cortland.

### Val Caudalies, Vignoble et cidrerie (Dunham)
Ce vignoble et cidrerie se concentre plus particulièrement sur les produits de vendange tardives ou les vins de glace. Les trois propriétaires ont acheté la ferme, qui avait servi jusque-là de verger, en 2005 et l’ont transformée en vignoble et cidrerie. Aujourd’hui, elle compte 20 000 vignes et 1 600 pommiers. En plus, des cidres, le vignoble offre aussi des vins blanc et rosé.

### Vignoble Chapelle Sainte-Agnès (Sutton)
Ce vignoble de Glenn Sutton a été établi en 1997 par une anticaire montréalaise du nom de Henrietta Antony. Le vignoble est situé sur les mêmes terres qu’une chapelle, mais l’on peut distinguer la chapelle et le cellier. En effet, la chapelle peut encore aujourd’hui accueillir des mariages. Le cellier de style roman médiéval quant à lui accueille divers événements et propose une architecture différente. Les produits de vignoble se résument aux vins de glace et au vin blanc ou rosé. Ce vignoble a officiellement fermé ses portes le 12 août 2018.

### Vignoble Clos Sainte-Croix (Dunham)
Ce vignoble est situé au cœur du village de Dunham. Bien qu’il soit spécialisé en vins rouges, il offre aussi une gamme de vins blancs ou spécialisés.

### Vignoble de l’Orpailleur, Économusée de la vigne et du vin (Dunham)
Existant depuis 1982, ce vignoble produit des vins blanc, rouge, rosé et même un champagne. Leurs vins ont gagné plusieurs prix dans le monde. De plus, l’économusée de ce vignoble montre l’histoire du vin, par des objets, qui montre le savoir-faire ancestral des anciens vignerons.

### Vignoble de la Bauge (Brigham)
Grâce à une visite en carriole, il est possible pour les visiteurs de découvrir non seulement les vignes, mais aussi les animaux exotiques tel que le sanglier ou le lama. Ce Vignoble propose aux visiteurs des vins rouge, blanc rosé et de vendanges tardives.

### Vignoble Domaine Bresee (Sutton)
Ce vignoble est situé sur une ferme familiale. En plus d’avoir la possibilité de découvrir de nouveaux vins, il est aussi possible de se procurer du bœuf provenant directement de la ferme. Pour allier le vin à leur viande, le vignoble produit des vins rouge et rosé.

### Vignoble Domaine de l’Ardennais (Stanbridge East)
Ce petit vignoble, accueille les visiteurs, pour des dégustations et des visites guidés. Il produit plusieurs vins, en passant par le rouge, rosé, blanc et des vins de dessert.

### Vignoble l'Ardennais (Stanbridge East)
Créé en 1994, ce vignoble situé sur le chemin Ridge à Stanbidge East produit des vins rouges, blancs, rosés, ainsi que plusieurs vins fortifiés. Il est la propriété de Gary Skinner et Lucie Larose.

### Vignoble du Ruisseau (Dunham)
Ce vignoble a ouvert ses portes au cours de l'été 2016. Il est le premier vignoble au Québec à utiliser la géothermie pour protéger les vignes du froid. 

### Vignoble Gagliano (Dunham)
Appartenant à la famille Gagliano depuis 2008, ce vignoble produit une quinzaine de vins différents. Ils produisent des rouges, blancs et rosés, mais aussi des mousseux, vins de glace, vins de glace rouge et vins de vendanges tardives. 

### Vignoble La Grenouille (Cowansville)
Situé sur une ferme de 103 acres avec vue sur les montagnes du Vermont, ce vignoble offre un rosé sec de type provençal, ainsi que différents vins blancs et rouges. On y cultive les cépages suivants, Maréchal Foch, De Chaunac, L’Acadie blanc, vidal, Seyval Blanc et Geizenheim.

### Vignoble La Mission (Brigham)
Implanté à Brigham depuis 1997, ce vignoble se spécialise dans la production de vins de glace, mais produit aussi des vins rouge, blanc et rosé. 

### Vignoble La Belle Alliance (Shefford)
Ouvert en juillet 2017, ce vignoble se situe sur le domaine de l'ancien Château Deguire à Shefford.  

### Vignoble Les Pervenches (Farnham)
Ce domaine de trois hectares est certifié Écocert. Les premières vignes y ont été plantés en 1991 et le vignoble a été racheté en 2000 par les propritétaires actuels. On y produit du chardonnay, du seyval blanc, du maréchal foch, du frontenac et du zweigelt.

### Vignoble Les Trois-Clochers (Dunham)
Ce vignoble de Dunham produit des vins rouge, blanc, rosé, des apéritifs et vin de glace. On y cultive environ 12 400 plants de vigne sur 4 hectares.

### Vignoble Pigeon Hill (Saint-Armand)
Ce vignoble, certifié 100% biologique par Pro-Cert, est situé à Pigeon Hill entre Frelighsburg et Saint-Armand. On y cultive la vigne depuis 2008 et le vignoble a officiellement rejoint La Route des vins en 2014.

### UNION LIBRE cidre et vin (Dunham)
Anciennement connu sous le nom de Fleurs de pommier, ce Domaine de Dunham s'est fait connaître grâce à son célèbre cidre de feu. En plus de leurs différents cidres, le domaine prévoit produire ses premières bouteilles de vin en 2014.

## Agrotourisme
Bien que la route des vins soit essentiellement consacrée aux vins de cette région, il est aussi possible de visiter les diverses entreprises locales. Ces dernières produisent des produits du terroir. Voici les producteurs locaux de la région :
- Le Musée du Chocolat de la Confiserie Bromont
- Marché de la Station Gourmande de Farnham
- Miel Millette
- Boulangerie La mie bretonne
- Oneka Éléments
- Mont Écho Naturels
- Bleuetière les Delisle
- Canards du Lac Brome
- Au Paradis des Fruits Dunham
- Le terroir
- Au Cœur de la pomme
- Apiculture Patenaude/Hydromellerie Lunes de miel
- Bleuetière Benoit
- Laperle et son boulanger
- La Rumeur Affamée
- La Colline aux bleuets
- Fromagerie des Cantons

## Arts et culture
Quelques lieux culturels et patrimoniaux jalonnent aussi la route des vins.
- Musée Bruck
- Musée Missisquoi